# Threshold PEP
je PEP pripomoček (poleg Flutterja in Acapelle) za trening dihalnih mišic. 
TRESHOLD PEP je mehanski pripomoček namenjen redni vadbi inspiratornih in ekspiratornih dihalnih mišic. Namen pripomoča je čiščenje centralnih (zgornjih) dihalnih poti, večja predihanost pljuč in zmanjšana količina ujetega zraka v dihalnih poteh. 

## Namen in delovanje
Pripomoček Treshold PEP je izdelan za terapijo s pozitivnim ekspiracijskim tlakom (PEP). Skupaj s forsiranim izkašljevanjem pomaga terapija PEP odstranjevati sluz iz zračnih poti, zmanjševati količino zraka, ki je ujeta v dihalnih poteh, držati dihalne poti odprte in proste sluzi ter izboljševati učinek bronhodilatatorjev, če se izvaja terapija bronhialne higiene.
Treshold PEP vsebuje vzmetni ventil, ki vzdržuje določen, konstanten upor. Ob izdihu, ustvarja ta upor pozitivni tlak, ki pomaga odpreti dihalne poti in forsirano izkašljevati sluz. Pri pravilni uporabi se sliši piš zraka skozi aparat.
Indikacije te respiratorne fizioterapije je dolgotrajen kašelj z izmečkom, bronhiektazije, sesedanje dihalnih poti, upočasnjen pretok zraka skozi dihalne poti, okvara mukociliarnega aparata. Kontraindikacije te respiratorne fizioterapije so pnevmotorax, hemoptize, bolezni prsnega koša, plevralni izliv.